# 시릴 데서스
시릴 콜라월레 데서스(네덜란드어: Cyriel Kolawole Dessers, 1994년 12월 8일 ~ )는 벨기에 출생 나이지리아의 축구 선수로 현재 스코티시 프리미어십의 레인저스 FC에서 공격수로 활약하고 있으며 나이지리아 대표팀의 일원으로도 활동하고 있다.

## 클럽 경력

### KSC 로케런
2013-14 시즌 벨기에 프로 리그의 OH 뢰번에서 2경기에만 출전한 뒤 2013-14 시즌을 마치고 KSC 로케런으로 이적하여 2015-16 시즌까지 2시즌동안 공식전 40경기 7골을 기록했고 2014-15년 UEFA 유로파리그 3경기에도 출전하며 팀의 조별리그 승점 10점 수확에 일조했다.

### NAC 브레다
2015-16 시즌 종료 후 에이르스터 디비시의 NAC 브레다 입단을 통해 네덜란드 리그를 밟은 후 공식전 40경기 29골이라는 인상적인 활약을 펼치며 팀의 3년만의 에레디비시 복귀에 기여했다.

### FC 위트레흐트
NAC 브레다의 3년만의 에레디비시 승격을 이끈 활약에 힘입어 FC 위트레흐트로 이적하여 2018-19 시즌까지 2시즌동안 공식전 56경기 19골을 터뜨리는 준수한 활약을 펼치며 2019-20년 UEFA 유로파리그 예선 2라운드 진출에 힘을 보탰다.

### 헤라클레스 알멜로
위트레흐트에서의 활약을 뒤로 하고 같은 리그의 헤라클레스 알멜로로 이적하여 2019-20 시즌 공식전에서 29경기 18골을 터뜨렸고 특히 리그에서만 무려 15골을 터뜨리며 페예노르트 로테르담의 스티븐 베르하위스와 함께 리그 공동 득점왕에 오르는 영예를 안았다.

### KRC 헹크& 페예노르트 로테르담
2020-21 시즌을 앞두고 KRC 헹크 입단을 통해 5년만에 고국 리그로 복귀한 뒤 2020-21 시즌에는 공식전 34경기 7골을 기록하며 팀의 리그 준우승과 벨기에 컵 우승을 이끌었고 2020-21 시즌 이후 에레디비시의 페예노르트 로테르담으로 임대 이적하여 2021-22 시즌 공식전 41경기 20골을 터뜨렸는데 특히 2021-22년 UEFA 유로파컨퍼런스리그 13경기에서 무려 10골을 터뜨리는 맹활약으로 득점왕에 오르면서 팀의 준우승을 이끌기도 했다.

### US 크레모네세
2021-22 시즌 후 헹크로 복귀했다가 이탈리아 세리에 A 승격팀인 US 크레모네세로 이적한 후 2022-23 시즌 공식전 29경기 7골의 나쁘지 않은 기록을 남겼고 비록 세리에 A 2022-23에서 19위에 그치며 1시즌만에 세리에 B로 강등되었지만 강호 AS 로마와의 코파 이탈리아 2022-23 8강전에서 페널티킥으로 선제골이자 결승골을 터뜨리며 크레모네세 구단 역사상 첫 코파 이탈리아 4강 진출이라는 대업을 이끌었다.

### 레인저스 FC
크레모네세의 세리에 B 강등 이후 2023-24 시즌을 앞두고 스코티시 프리미어십의 명문팀이자 최다 우승팀인 레인저스 FC로 이적한 첫 해부터 공식전 54경기 22골을 터뜨리며 리그 준우승, 스코티시 리그컵 우승, 스코티시컵 준우승 등을 이끌었다.

## 국가대표팀 경력

### 나이지리아 A대표팀
벨기에인 아버지와 나이지리아인 어머니 사이에서 태어나 2019년 12월 어머니의 나라인 나이지리아 대표팀을 선택한 이후 이듬해인 2020년 3월 4일 시에라리온과의 2021년 아프리카 네이션스컵 예선 L조 3차전 경기를 앞두고 나이지리아 대표팀에 소집되었으나 코로나19 범유행의 여파로 이 경기는 8개월 뒤인 11월 13일에서야 열렸다.
이에 앞서 같은 해 10월 13일 북아프리카의 강호 튀니지와의 친선 경기에서 국제 A매치 데뷔전을 치른 후 2022년 3월 28일 북중미의 강호 멕시코와의 친선 경기에서 A매치 데뷔골을 신고했다.

## 대회 성적

### 클럽
KRC 헹크
- 벨기에 프로 리그 : 준우승 (2020-21)
- 벨기에 컵 : 우승 (2020-21)

 페예노르트 로테르담
- 에레디비시 : 3위 (2021-22)
- UEFA 컨퍼런스리그 : 준우승 (2021-22)

 US 크레모네세
- 코파 이탈리아 : 4강 (2022-23)

 레인저스 FC
- 스코티시 프리미어십 : 준우승 (2023-24)
- 스코티시컵 : 준우승 (2023-24)
- 스코티시 리그컵 : 우승 (2023-24)

### 개인 수상
- 에레디비시 득점상 : 2019-20 (15골 / 공동 수상)
- 에레디비시 이달의 선수 : 2019년 11월
- UEFA 유로파컨퍼런스리그 득점상 : 2021-22 (10골)
- UEFA 유로파컨퍼런스리그 올해의 팀 : 2021-22